# Brachyclados
Brachyclados är ett släkte av korgblommiga växter. Brachyclados ingår i familjen korgblommiga växter.
Kladogram enligt Catalogue of Life:
| Brachyclados | \| \| Brachyclados caespitosus \| \| \| \| \| \| Brachyclados lycioides \| \| \| \| \| \| Brachyclados megalanthus \| \| \| \| |
|              | \| \| Brachyclados caespitosus \| \| \| \| \| \| Brachyclados lycioides \| \| \| \| \| \| Brachyclados megalanthus \| \| \| \| |
|              | Brachyclados caespitosus |
|              | |
|              | Brachyclados lycioides |
|              | |
|              | Brachyclados megalanthus |
|              | |